# 종글레이주

종글레이 주의 위치 (2015년 이후)

종글레이 주의 위치 (2015년 이전)

종글레이주(영어: Jonglei State)는 남수단 동부 상나일 지방에 위치한 주로 주도는 보르이며 면적은 26,728.7km2, 인구는 521,750명(2014년 기준)이다.
2011년 남수단 독립 당시의 주 면적은 122,479km2이었지만 2015년에 실시된 행정 구역 개편에 따라 26,728.7km2로 축소되었다. 북쪽으로는 팡가크 주, 북동쪽으로는 동비에 주, 동쪽으로는 보마 주, 남쪽으로는 이마통 주, 남서쪽으로는 테레케카 주, 서쪽으로는 동레이크스 주, 북서쪽으로는 남리에치 주와 접한다. 11개 군을 관할한다.